# Kotryna
Kotryna ist ein litauischer weiblicher Vorname, abgeleitet von Katharina.  

## Personen
- Kotryna Jogailaitė (1526–1583),  polnisch-litauische Prinzessin aus dem Adelsgeschlecht der Jagiellonen, ab 1562 Herzogin von Finnland und ab 1569 Königin von Schweden